# Vilho Annala
Pour les articles homonymes, voir Annala.
Vilho Annala (né  le 17 janvier 1888 à Lapua et mort le 28 juillet 1960 à Helsinki) est un homme politique finlandais,,. 

## Biographie
Vilho Annala est élève du lycée normal d'Helsinki jusqu'en 1911.
Il étudie ensuite l'économie à l'université, en se spécialisant dans l'histoire économique. Il obtient une maîtrise en 1919 et soutient sa thèse de doctorat en 1932.
Il travaille au centre national de statistiques puis à la direction du Commerce et de l'Industrie de Finlande (fi).
De 1930 à 1945, il travaille à la direction des Chemins de fer de Finlande (fi).
En même temps, il est professeur d'histoire économique à l'École de commerce en 1929-1940  et comme professeur d'économie à l'Université d'Helsinki en 1930-1951.
Vilho Annala est député le la circonscription l'Est de la Province de Viipuri du 1er septembre 1933 au 5 avril 1945.
Vilho Annala est vice-ministre des Transports et des Travaux publics du gouvernement Rangell (4.1.1941-5.3.1943)

## Publications
Annala a écrit plusieurs livres au cours de sa vie. L'objectif principal des livres est l'étude de l'histoire. Son œuvre principale peut être considérée comme une série de livres en trois parties sur l'histoire de l'industrie verrière finlandaise.
- (fi) Vilho Annala, Outokummun historia 1910-1959, Helsinki, Outokumpu oy, 1960
- (fi) Vilho Annala, Suomen lasiteollisuusliitto 50-vuotias ; Suomen lasiteollisuus 275-vuotias, Helsinki, Suomen lasiteollisuusliitto, 1957
- (fi) Vilho Annala, Osuustoiminta maataloutemme kohottajana : (Keskusosuusliike Hankkija 1905-1955), Helsinki, Keskusosuusliike Hankkija, 1955
- (fi) Vilho Annala, Kansallisromantiikkaa talouselämässä : H. G. Paloheimo ja hänen elämäntyönsä, Helsinki, Suomalainen liikesivistysrahasto, 1954
- (fi) Vilho Annala, Johannislundin lasitehtaan historia, Helsinki, Salo, 1950
- (fi) Vilho Annala, Tervakosken paperitehtaan historia, Helsinki, Tervakoski oy, 1950
- (fi) Vilho Annala, Lahden lasitehdas Borup ja k:ni 1. 7. 1923-1. 7. 1948, Helsinki, Lahden lasitehdas Borup, 1948
- (fi) Vilho Annala, Palanen Tervakosken kulttuurihistoriaa : Tervakosken klubi 1886-1946, Hämeenlinna, Tervakosken klubi, 1946
- (fi) Vilho Annala, Nuutajärven lasitehdas 1793-1943, Helsinki, Otava, 1943
- (fi) Vilho Annala, Suomen varhaiskapitalistinen teollisuus Ruotsin vallan aikana, Riihimäki, coll. « Taloustieteellisiä Tutkimuksia 36 », 1928
- (fi) Einar Cavonius (trad. Vilho Annala), Kunnallisia toimenpiteitä Helsingin kaupungin asunto-olojen parantamiseksi, Helsinki, Helsingin kaupungin sosialilautakunta, 1917
- (fi) Vilho Annala, Suomen lasiteollisuus 1681–1931. I osa. Ruotsin vallan aika 1681–1809, Helsinki, Otava, 1931, p. 84–88
- (fi) Vilho Annala, Suomen lasiteollisuus vuodesta 1681 nykyaikaan. II osa. Kehitys vuoden 1809 jälkeen. Toinen nide, Helsinki, Suomen lasiteollisuusliitto, 1948, p. 473–520